# Durezza
Ne doit pas être confondu avec Dureza.
Durezza (en italien « dureté », pluriel : durezze) est un terme dont l'origine prend sa source au XVIe siècle pour décrire les effets sonores « durs » des dissonances (Zarlino). 
Au début du XVIIe siècle, il désigne un style d’écriture au clavier, caractérisé par le chromatisme et les dissonances (durezze) où les résolutions irrégulières audacieuses sont explorés avec des suspensions (ligatures). 
Giovanni de Macque a composé une pièce Durezze e Ligature qui est le plus ancien du type. Ensuite de nombreux autres compositeurs ont écrit le même genre d'œuvres saisissantes, notamment des élèves de De Macque, Trabaci, Salvatore ; puis Ercole Pasquini, Frescobaldi (Toccata di durezza e ligature, sorte d'étude en appoggiatures), Kerll et Pachelbel.
L'idée de jouer avec dureté et détermination se retrouve ensuite dans duramente ou duro et le mot dans l'expression utilisée en musique moderne con durezza, qui signifie avec rudesse, expression et détermination.